# Pierre Élisabeth de Fontanieu
Pierre Élisabeth de Fontanieu, född 1730, död 30 maj 1784, var en fransk intendent.
Fontanieu var intendent och contrôleur général des meubles de la couronne i Paris och författade L'art de faire les cristaux colorés imitans les pierres précieuses (1778). Han invaldes som utländsk ledamot av Vetenskapsakademien i Stockholm 1779.